# Rosa de Saron
Rosa de Saron é uma banda brasileira de rock cristão formada em 1988 dentro do movimento de Renovação Carismática Católica, na cidade de Campinas, conhecida por ter sido uma das precursoras do metal cristão no Brasil. A formação atual da banda inclui o vocalista Bruno Faglioni, o guitarrista Eduardo Faro, o baixista Rogério Feltrin e o baterista Grevão. Em pouco tempo, a banda começava a compor suas próprias músicas e participar de festivais, sempre garantindo as primeiras colocações, levando a banda a ser conhecida no cenário musical de Campinas.
A banda lançou seu primeiro álbum em 1995, Diante da Cruz, pela gravadora CODIMUC. Em 1997, é lançado o segundo álbum, Angústia Suprema, que desperta o interesse fora do meio religioso e altamente elogiado por revistas especializadas.
Em 2009, a banda chegou ao sucesso nacional ao assinar com uma grande gravadora, a Som Livre, e recebeu prêmios como Discos e DVDs de Ouro, um DVD de Platina e duas indicações ao Grammy Latino.
Em 2011, à convite da CNBB, a banda tocou na JMJ em Madrid, na Espanha, como representante oficial da juventude brasileira no evento e em 2013, tocou na recepção do Papa e no encerramento da JMJ do Rio de Janeiro.
Com mais de 30 anos na estrada, a banda contabiliza 150 mil acessos por mês em seu site oficial, mais de 2,9 milhões no Facebook e mais de 250 milhões de visualizações em seu canal no YouTube e foi o maior artista católico no Spotify em 2019, ano em que se inicia um novo ciclo na sua história com seu atual vocalista.

## História

### Início
No final da década de 1980, o grupo inicialmente tocava durante as missas e no grupo de jovens na Comunidade Católica Menino Jesus de Praga, em Campinas. Em meados dos anos 1990, a banda decidiu usar o rock pesado para evangelizar e de certa forma alavancarem o circuito do rock católico. Nesta fase a banda era formada por Tchelão (vocal), Alessandro (bateria), Eduardo Faro (guitarra), Alex Nozaki Mota (guitarra), Rogério Feltrin (baixo) e Eduardo Bortolato (teclados).[carece de fontes?]
A banda lançou seu primeiro álbum em 1995 pela gravadora CODIMUC, Diante da Cruz. O álbum tornou-se um referencial no meio religioso, por conter uma sonoridade inédita em seu segmento, mesclando o hard rock com heavy metal.
Após o lançamento do álbum, o baterista Alex Nozaki deixou a banda e foi substituído por Grevão. Em 1997, é lançado o segundo álbum, Angústia Suprema, produzido por Daniel Stiling.[carece de fontes?]
Em 1998, a banda completou 10 anos de carreira, e no mesmo ano ocorreu um show no Parque do Taquaral, em Campinas, onde foi realizado o primeiro festival de rock católico da história.[carece de fontes?]
Em 1999, a banda lançou seu primeiro EP, Olhando de Frente, tendo um pré-lançamento em um show na Canção Nova, em Cachoeira Paulista, em 25 de junho daquele ano. No mesmo ano, o vocalista Tchelão deixou a banda, continuando seu trabalho com a banda The Flanders, alegando estar difícil a conciliação das duas bandas.

### Guilherme de Sá e primeiros trabalhos da nova formação
Em 2001, a banda anuncia a entrada do novo vocalista Guilherme de Sá e em 2002, é lançado o primeiro álbum da nova formação, Depois do Inverno, um marco na nova fase da banda, com destaque para o hit "Do Alto da Pedra".
No dia 20 de abril de 2005, a banda participou da gravação de um DVD em comemoração de 15 anos da gravadora CODIMUC, com três músicas: "Do Alto da Pedra", "Muitos Choram" e "Sangria", esta última, com a participação do ex-vocalista Tchelão. A data de gravação marcava os 20 dias da morte do Papa João Paulo II.
Também em 2005, é lançado o álbum Casa dos Espelhos, produzido por Guilherme de Sá. O show de lançamento do álbum ocorreu no Hopi Hari[carece de fontes?] e contou com a participação de vários nomes da música católica.
Em 2007, é lançado o álbum Acústico, produzido por Guilherme de Sá. O álbum traz versões acústicas de 12 sucessos da carreira da banda, além de duas músicas inéditas, "Mesmo Assim" e "Monte Inverno".
No dia 16 de abril de 2008, a banda gravou o primeiro DVD da carreira, Acústico e ao Vivo, na cidade de Valinhos, São Paulo. Em julho do mesmo ano, a banda lançou o livro Rock, Fé e Poesia, que conta a história dos 20 anos de carreira da banda.

### Som Livre,Grammy Latinoe álbuns multipremiados
Em janeiro de 2009, a banda assinou com a gravadora Som Livre, que passou a distribuir nacionalmente o CD/DVD Acústico e ao Vivo, iniciando assim uma nova fase na carreira da banda, com expressiva divulgação no meio secular.
Em dezembro do mesmo ano, a banda lança seu sexto álbum de estúdio, Horizonte Distante. Neste álbum, a banda mesclou uma sonoridade próxima ao rock alternativo estadunidense. A repercussão do disco fez com que a banda fosse pela primeira vez indicada ao Grammy Latino na categoria "Melhor Álbum de Música Cristã em português".
Em 10 de setembro de 2010, a banda gravou o segundo DVD da carreira, Horizonte Vivo Distante, no HSBC Brasil, São Paulo, onde o público somou mais de 3.500 pessoas. O show contou com a participação de Maurício Manieri na canção "Rara Calma". O álbum rendeu à banda o primeiro disco de ouro da ABPD, sendo que tanto o CD quanto o DVD foram certificados. O álbum também recebeu uma indicação ao Grammy Latino.
Em 2011, a banda lança seu segundo EP, Siete Camiños, que traz sete canções do grupo, sendo três em inglês e quatro em espanhol.
Em maio de 2012, é lançado o álbum O Agora e o Eterno, produzido pelo vocalista Guilherme de Sá.
Em 5 de abril de 2013, a banda gravou o terceiro DVD da carreira, Latitude, Longitude, no Chevrolet Hall, Belo Horizonte. Seu repertório é composto por músicas do álbum O Agora e o Eterno, além de quatro músicas inéditas: "Latitude, Longitude", que dá título ao trabalho e conta com a participação especial de Mauro Henrique, vocalista da banda Oficina G3, "Se", "Ironia S/A" e "Aurora", composta especialmente para ser hino da JMJ, do Rio de Janeiro, esta última com participações de Johnny Voice e Renato Vianna, dividindo os vocais com Guilherme de Sá.
Durante a JMJ no Rio de Janeiro de 2013, a banda tocou no palco. Também houve participação de Guilherme de Sá e Rogério Feltrin na Vigília e na Missa de Envio presidida pelo Papa Francisco. No dia 1º de setembro de 2013, ocorreu o primeiro show da turnê Latitude, Longitude no Rincão do Senhor, na cidade de São Gonçalo, Rio de Janeiro.
Em 2014, a banda lança seu oitavo álbum de estúdio, Cartas ao Remetente.
Em 2015, a banda gravou o quarto DVD e o segundo acústico da carreira, Acústico e ao Vivo 2/3, nos estúdios da Rede Século 21, em Valinhos, com participações especiais de Jonathan Corrêa (Reação em Cadeia), Lucas Lima (Família Lima) e do Padre Fábio de Melo. Em sua página oficial, a banda fez um agradecimento cheio de emoção após a gravação do DVD, sempre citando e agradecendo a Deus.
No dia 17 de abril de 2017, aconteceu a estreia do programa "Casa da Rosa", também na Rede Século 21, apresentado pela própria banda.
Em fevereiro de 2018, é lançado Gran Paradiso, em comemoração aos 30 anos de carreira da banda. O disco traz uma nova sonoridade com influências da música pop e da música eletrônica. A turnê iniciou em março do mesmo ano e passa por várias cidades brasileiras. O álbum ficou marcado por ser o último com o vocalista Guilherme de Sá, que deixou a banda no início de 2019.

### Saída de Guilherme de Sá
Em outubro de 2018, Guilherme de Sá anunciou sua saída da banda, que decide seguir e iniciar a busca de um novo vocalista. Uma turnê de despedida do vocalista foi anunciada, culminando em um último show no dia 10 de fevereiro de 2019, no Tropical Butantã, em São Paulo.

### Bruno Faglioni, nova formação e novos trabalhos
Em 8 de março de 2019, a banda lançou o single "A Fênix", apresentando o novo vocalista Bruno Faglioni. A música atinge 1 milhão de visualizações no YouTube em menos de uma semana, tempo recorde na história da banda. No dia 11 de abril do mesmo ano, estreia o segundo single, "Um Dia", que também atinge rapidamente a marca de 1 milhão de visualizações.
Em 14 de abril de 2019, estreia a turnê "A Fênix", no Carioca Club, em São Paulo. No dia 26 de junho, a banda anunciou o início da produção de um novo álbum previsto para o final de 2019, o primeiro com o novo vocalista.
Em 27 de junho de 2019, a banda lança a canção "Somos", ao lado de Thiago Brado. A parceria marca o início de uma mini-turnê homônima em paralelo entre os artistas. No dia 23 de julho, a banda lança o terceiro single da nova formação, "Sobre a Dúvida", com a participação especial do cantor Leonardo Gonçalves. O videoclipe segue a ótima aceitação dos dois singles anteriores, e atinge a marca de 1 milhão de visualizações em menos de duas semanas, fazendo crescer ainda mais a expectativa dos fãs para com o novo álbum em produção.
No dia 20 de janeiro de 2020, é lançado o primeiro álbum da nova formação, Lunação, alcançando a boa recepção em massa do público.
No dia 23 de novembro de 2021, a banda lança seu décimo primeiro álbum de estúdio, Baile das Máscaras.
No dia 6 de agosto de 2023, a banda gravou no Theatro Municipal de São Paulo, o quinto DVD da carreira e o primeiro com o vocalista Bruno Faglioni, intitulado In Concert, em comemoração aos seus 35 anos de carreira. O show contou com a presença de uma orquestra comandada pela maestrina Natália Laranjeira e sob a direção de JC Nunes, além das participações de Leonardo Gonçalves, Kemuel, Gustavo Mioto, Mandume, André Cavalcante, Carmen Monarcha, o guitarrista Juninho Afram e o padre Fábio de Melo. Inicialmente disponibilizado nos serviços de streaming e audiovisual, o projeto ganhou, no aniversário de 1 ano de sua gravação, um box especial com CD+DVD, uma camiseta, um pôster autografado pelos integrantes, um copo, um cordão e um livro de fotos.

## Integrantes

#### Formação atual
- Rogério Feltrin: baixo (1988 - presente)
- Eduardo Faro: guitarra (1990 - presente)
- Grevão: bateria (1995 - presente)
- Bruno Faglioni: vocal, violão (2019 - presente)

#### Ex-integrantes
- Sandão: bateria (1988 - 1995)
- Alex Nozaki: guitarra (1990 - 1995)
- Eduardo Bortolato: teclados (1990 - 1998)
- Tchelão: vocal (1988 - 2000)
- Guilherme de Sá: vocal, violão, guitarra (2001 - 2019)

## Discografia

#### Álbuns de estúdio
- (1994) Diante da Cruz
- (1997) Angústia Suprema
- (2002) Depois do Inverno
- (2005) Casa dos Espelhos
- (2007) Acústico
- (2009) Horizonte Distante
- (2012) O Agora e o Eterno
- (2014) Cartas ao Remetente
- (2018) Gran Paradiso
- (2020) Lunação
- (2021) Baile das Máscaras

#### Álbuns/DVDs ao vivo
- (2008) Acústico e ao Vivo
- (2010) Horizonte Vivo Distante
- (2013) Latitude, Longitude
- (2015) Acústico e ao Vivo 2/3
- (2023) In Concert

#### Extended plays
- (1999) Olhando de Frente
- (2011) Siete Camiños

#### Álbuns de maiores sucessos
- (2016) Essencial

## Livros
- (2008) Rock, Fé e Poesia
- (2016) Colecionadores de Histórias

## Prêmios
- 2009 - Troféu Louvemos o Senhor
  - Melhor Banda
  - Melhor Cantor (Guilherme de Sá)
  - Melhor Canção (Rara Calma)
- 2010 - Troféu Louvemos o Senhor
  - Melhor Banda
  - Melhor Vocalista (Guilherme de Sá)
  - Melhor Intérprete Masculino (Guilherme de Sá)
  - Indicação ao Grammy Latino como melhor CD cristão em português (Horizonte Distante)
- 2011 - Troféu Louvemos o Senhor
  - Melhor cantor: Guilherme de Sá
  - Melhor guitarrista: Eduardo Faro
  - Melhor baixista: Rogério Feltrin
  - Melhor baterista: Wellington Greve
  - Indicação ao Grammy Latino como melhor CD cristão em português (Horizonte Vivo Distante)
- 2013 - Troféu Louvemos o Senhor
  - Melhor Banda
  - Melhor Álbum Rock (O Agora e o Eterno)
- 2013 - Disco de Ouro
  - CD O Agora e o Eterno
- 2014 - Troféu Louvemos o Senhor
  - Melhor Gravação de DVD: Latitude Longitude
  - Melhor DVD do Ano: Latitude Longitude
  - Melhor Cantor de Banda: Guilherme de Sá
  - Melhor Baixista: Rogério Feltrin
  - Melhor Guitarrista: Eduardo Faro
  - Melhor Baterista: Wellington Greve
  - Música do Ano: Aurora
- 2020 - Troféu Louvemos o Senhor
  - Música do Ano: Sobre a Dúvida
- 2021 - Troféu Louvemos o Senhor
  - Álbum Independente do Ano: Lunação
  - Álbum Rock do Ano: Lunação
  - Banda do Ano
  - Clipe do Ano: O Sol Ainda Brilha (álbum: Lunação)
  - Música do Ano: O Sol Ainda Brilha (álbum: Lunação)
- 2022 - Troféu Louvemos o Senhor
  - Artista Rock do Ano
  - Álbum do Ano: Baile das Máscaras
  - Banda do Ano
  - Clipe do Ano: Baile das Máscaras (álbum: Baile das Máscaras)